# Милан Будисављевић
Милан Будисављевић (Врело, 12. март 1874 — Сремски Карловци, 21. фебруар 1928) био је српски књижевник, професор и преводилац. Потиче из угледне личке фамилије Будисављевић.

## Биографија
Средњи је син попа Јове, браћа су му била Петар и Будислав Будисављевић (најстарији брат), а сестра Даринка је била удата за свештеника Мирка Петровића. Прадјед му је био Мијат Будисављевић. Основну школу завршио је у Врховинама, а гимназију у Госпићу и Сремским Карловцима (1886-1894). Као гимназисту изабрала га је Матица српска за стипендисту из Задужбине Нестора Димитријевића. Ову стипендију примао је до краја (док није дипломирао) универзитетског школовања - студија класичног језикослова на Филозофском факултету у Загребу. Као студент испомагао се радећи као помоћни учитељ у загребачкој доњоградској гимназији. Стекавши диплому службовао је као гимназијски учитељ у Горњем Карловцу (1899-1900) и Госпићу (1900-1903). Ту се 1902. оженио лицејком Недељком Калинић, са којом је имао три сина и ћерку. Од 1903. одлази за професора Карловачке гимназије у којој је као професор класичног језикословља и српског језика остао све до смрти.
Осим професуре бавио се и књижевним и преводилачким радом. Писао је приповетке, књижевноисторијске чланке и приказе дела појединих писаца (Антон Ашкерц, Јован Јовановић Змај, Ксавер Шандор Ђалски, Франце Прешерен, Милан Беговић, Марко Цар, Војислав Илић, Иво Војновић, Лаза Костић и др.) Књижевним прилозима сарађивао је у Вијенцу, Животу, Бранковом колу, Хрватској њиви, Босанској вили, сарајевској Нади, Летопису Матице српске, Цариградском гласнику... У периоду од 1905.—1912. био је уредник Бранковог кола са Пером Марковићем, а од 1906.-1912. сам. Од 1905. члан је Књижевног одељења Матице српске, а затим је стално биран за члана Матичног Књижевног одбора. Као члан Српске самосталне странке два пута је биран у Српски народно-црквени сабор. Приповетке пише већином о тешком животу житеља Горње крајине, али и радове о језикословним питањима, компаративне расправе (Илијада у погледу косовских песама). Прву приповетку Мухамеданче објавио је 1892. у Босанској вили, а све до 1905. објављује радове и у другим часописима.
Написао је две књиге приповедака Биједни људи (Загреб 1899.) и Тмурни дневи (Мостар 1906.) у којима износи живот крајишке средине. У Гласнику Народног већа (Сремски Карловци 1918) објавио је делове недовршене трагедије Момир и Гроздана.
Превео је у стиху Еурипидову трагедију Медеја (Земун 1920).
У Сремским Карловцима био је и управитељ Богословског конвикта (1909-1928).